# Troubles
Pour la série télévisée de Rick Drew, voir Shattered.
Pour plus de détails, voir Fiche technique et Distribution.
Troubles (Shattered) est un thriller américain réalisé par Wolfgang Petersen, sorti en 1991. C'est une adaptation du roman Cauchemar sous plastique (The Plastic Nightmare) de Richard Neely, paru en 1970.

## Synopsis
Dan Merrick est victime d'un grave accident de voiture lors d'une sortie de route dans une région montagneuse près de San Francisco. L'impact provoque des lésions cérébrales, ce qui entraîne l'amnésie totale de Dan. Après avoir subi une intervention chirurgicale pour réparer son visage défiguré par l'accident, Merrick tente progressivement de se réinsérer dans sa vie sociale, en reprenant le poste qu'il occupait et en étant aidé par son épouse Judith qui est très avenante pour lui faire retrouver un maximum de souvenirs. De sombres flashbacks lui surviennent spontanément et le dirigent vers un secret que presque tous ses proches tentent de lui cacher. De nombreux faits troublants l’incitent à mener l’enquête sur sa vie précédant l'accident.

## Fiche technique
- Titre original : Shattered
- Titre français : Troubles
- Réalisation : Wolfgang Petersen
- Scénario : Wolfgang Petersen, d'après le roman Cauchemar sous plastique de Richard Neely
- Photographie : László Kovács
- Montage : Glenn Farr
- Décors : Dorree Cooper
- Costumes : Erica Edell Phillips
- Musique : Alan Silvestri
- Production : Wolfgang Petersen, John Davis, David Korda
- Société de production  : Capella International, Davis Entertainment et Palace Pictures
- Sociétés de distribution : Metro-Goldwyn-Mayer (États-Unis), MK2 Diffusion (France)
- Budget : 22 millions de dollars
- Durée : 93 minutes
- Genre : thriller
- Dates de sortie : 
  -  France : 25 septembre
  -  États-Unis : 11 octobre 1991
- Classification : 
  -  tous publics[1] (visa d'exploitation no 77686 délivré le 21 janvier 1992)

## Distribution
- Tom Berenger  (VF : Patrick Floersheim)  : Dan Merrick
- Greta Scacchi  (VF : Emmanuelle Bondeville)  : Judith Merrick
- Bob Hoskins  (VF : Michel Prud'homme)  : Gus Klien
- Joanne Whalley : Jenny Scott
- Corbin Bernsen  (VF : Joel Martineau)  : Jeb Scott
- Scott Getlin : Jack Stanton
- Debi A. Monahan  (VF : Dorothée Jemma)  : Nancy Mercer
- Bert Rosario  (VF : Gérard Hernandez)  : Rudy Costa
- Theodore Bikel  (VF : Jacques Richard)  : Dr. Berkus

## Autour du film
À sa sortie en salle, le titre original de ce film était Plastic Nightmare et lors de sa sortie en vidéo (VHS), le titre français était Cauchemar sous plastique.